# Truppenübungsplatz Senne
Truppenübungsplatz Senne (Nederlands: Militair Oefenterrein Senne, of, naar het in het zuiden van het gebied gelegen plaatsje, Sennelager), is een militair oefenterrein in de Duitse deelstaat Noordrijn-Westfalen.

## Geschiedenis
Het terrein was van 1881 tot 1890 in gebruik bij de cavalerie van Pruisen, de facto van het Duitse Keizerrijk.
Van 1890 - 1936 was het een oefenterrein voor alle krijgsmachtdelen, maar vooral van de landmacht ( das Heer).
In Adolf Hitlers Derde Rijk vond in 1937 een grote uitbreiding tot de huidige oppervlakte plaats.
In 1945 werd het door de geallieerden veroverd, eerst door de Amerikanen, die het later aan de Britten overdroegen. In NAVO-verband gingen er ook vooral Belgische militairen van het complex gebruik maken.
Vanaf 1956 mochten er ook weer Duitse militairen oefenen.
Op 26 juni 1963 gebeurde een tragisch ongeval op het terrein. Een troepentransportvliegtuig van de Belgische luchtmacht werd abusievelijk door een Britse mortiergranaat neergeschoten. Negen parachutisten wisten zich uit het neerstortende toestel te redden, maar 38 militairen vonden de dood.

## Aard en gebruik van het gebied
Het militaire terrein heeft een oppervlakte van 116 km2. 
Een belangrijke kazerne op dit terrein is de in 1937 gebouwde Generalfeldmarschall-Rommel-Kaserne te Augustdorf.
Aan de kant van Bad Lippspringe is er een militair vliegveld.
Het terrein wordt (december 2019) beheerd door de strijdkrachten van het Verenigd Koninkrijk, maar ook door die van Duitsland, Nederland en België voor NAVO-oefeningen gebruikt.
Thans (december 2019) is de toekomst en de bestemming van het oefenterrein onzeker. Het meest waarschijnlijke scenario is, dat het na terugtrekking van de Britse militairen (wat o.a. afhangt van het Britse regeringsbeleid na Brexit) een overwegend Duits legerkamp wordt, met voor o.a. Nederland en België faciliteiten, om er in het kader van NAVO-oefeningen gebruik van te blijven maken.

## Natuur
Ongeveer de helft van het ietwat heuvelachtige  terrein is bedekt met bos, overwegend naaldbos; een kwart van het terrein is met heide bedekt. Ter voorkoming van ongewenste verbossing van de heide graast op het terrein een kudde Heidschnucken-schapen. In het gebied stromen en ontspringen ook enige beken. 
In toenemende mate wordt door de militaire autoriteiten met de ecologische waarde van het gebied rekening gehouden.

## Ligging
Aangrenzende gemeenten zijn: Lage en Augustdorf aan de noordrand, Schloß Holte-Stukenbrock en Hövelhof aan de westkant, Paderborn aan de zuidpunt van het gebied, Bad Lippspringe, Schlangen en Horn-Bad Meinberg in het oosten en Detmold aan de noordoostrand. Delen van het terrein bevinden zich in al deze gemeenten, behalve Horn-Bad Meinberg.